# Хотовица
Хотовица (укр. Хотовиця) — село в Вишневецкой поселковой общине Кременецкого района Тернопольской области Украины.
Код КОАТУУ — 6123485103. Население по переписи 2001 года составляло 345 человек.

## Географическое положение
Село Хотовица находится в 1-м км от левого береги реки Горынь,
ниже по течению на расстоянии в 0,5 км расположено село Млыновцы.

## История
- 1450 год — дата основания.

## Объекты социальной сферы
- Фельдшерско-акушерский пункт.